# Cosmic Gate
A Cosmic Gate egy német lemezlovas duó, melyet két Krefeld-i DJ, Claus Terhoeven (1972) és Stefan Bossems (1967) alkot. 1999 óta aktívak, a 2000-as évek óta többször szerepelnek a DJ Magazine világ 100 legjobb DJ-t felvonultató listáján, pl. 2009-ben a 19., 2010-ben a 24. helyen. Ezidáig 10 stúdióalbumuk és több tucat kislemezük valamint remixük jelent meg.

## Diszkográfia

### Stúdióalbumok
- Rhythm & Drums (2001)
- No More Sleep (2002)
- Earth Mover (2006)
- Sign of the Times (2009)
- Wake Your Mind (2011)
- Start to Feel (2014)
- Materia Chapter.One (2017)
- Materia Chapter.Two (2017)
- Mosaiik Chapter One (2021)
- Mosaiik Chapter Two (2023)